# Al-Anon
Grupy Rodzinne Al-Anon/Alateen (Ang. Al-Anon Family Group) (Al-Anon – od pierwszych sylab Alcoholics Anonymous; Alateen – ang. teen nastolatek) – pracujące w oparciu o 12 Kroków AA grupy samopomocowe skupiające krewnych i przyjaciół alkoholików. 
Na spotkaniach Al-Anon (mityngach) członkowie rozwiązują swoje problemy dzieląc się doświadczeniem, siłą i nadzieją. Jedynym celem działania wspólnoty Al-Anon jest niesienie pomocy rodzinom alkoholików. Wspólnota nie jest związana z żadną sektą, wyznaniem, ugrupowaniem politycznym, organizacją czy instytucją. Nie bierze udziału w żadnych sporach. W Al-Anon nie ma żadnych składek członkowskich. Przynależność i uczestnictwo jest w pełni dobrowolne.
Grupy Alateen nie stanowią samodzielnej wspólnoty i są częścią Al-Anon. Alateen jest wspólnotą młodych ludzi, których życie aktualnie, lub w przeszłości upływało, w bliskim kontakcie z osobą uzależnioną od alkoholu. Do Alateen należą dzieci, nastolatki i młodzież, których rodzic, obydwoje rodzice lub inna bliska osoba jest uzależniona od alkoholu. W spotkaniu (mityngu) uczestniczy albo czuwa obok dorosły uczestnik Al-Anon.

## Historia
Po powstaniu ruchu Anonimowych Alkoholików ich bliscy uczestniczyli razem z nimi w spotkaniach, ale szybko zaczęto mówić o potrzebie osobnych spotkań. AA nie zgodzili się na tworzenie odrębnych grup w ramach AA powołując się na piątą tradycję mówiącą, że „Każda grupa ma tylko jeden główny cel – nieść posłanie alkoholikowi, który wciąż jeszcze cierpi”. Żony alkoholików (założycieli AA) – Lois W. i Anna S. zauważyły dodatni wpływ stosowania programu dwunastu kroków na ich mężów i postanowiły oprzeć swoje zdrowienie na podobnym programie. Doprowadziły do powstania wspólnoty w maju 1951 roku. Powołały biuro służb o nazwie Biuro Rozrachunkowe, które mieściło się w domu Lois i Billa W. W maju 1954 roku Biuro zostało zarejestrowane jako niedochodowa organizacja pod nazwą Grupy rodzinne Al-Anon. Wspólnota ma zasięg światowy – według danych sprzed kilku lat liczba grup Al-Anon w świecie przekraczała 33 tys.
Matką chrzestną polskiego Al-Anon jest Hanka J. z Kanady. W połowie lat siedemdziesiątych wysłała list  zachęcający do tworzenia grup Al-Anon. Dotarł on za pośrednictwem grupy AA z Poznania do Anny F. Właśnie Anna jako pierwsza w Polsce poznała program Dwunastu Stopni. Hanka J. przysyłała Annie przez kilka lat pierwsze tłumaczenia literatury, podstawowe informacje i materiały. Gdy liczba ich była wystarczająca postanowiono na nich pracować. W 1980 roku grupa terapeutyczna dla żon alkoholików w Przychodni Odwykowej w Poznaniu – Anna była jej uczestniczką – została przekształcona w grupę Al-Anon. Była to pierwsza grupa z Polski zarejestrowana w Biurze Służb Światowych w Nowym Jorku. Grupa przyjęła nazwę ARIADNA. W 1985 roku Hanka J. przyjechała na mityng ARIADNY, pokazała jak powinien wyglądać mityng, stwierdziła, że al-anonki powinny pracować bez udziału profesjonalistów. Annę F. w niesieniu posłannictwa wspierała Maria T., obie do dziś aktywnie pracują na rzecz wspólnoty. W 1999 roku sąd zarejestrował Stowarzyszenie Służb Grup Rodzinnych AL-Anon w Poznaniu. Stowarzyszenie reprezentuje wspólnotę na zewnątrz. Zostało powołane do obsługi prawnej, finansowej i wydawniczej wspólnoty. 
Wspólnota wydaje biuletyn informacyjny o nazwie Razem.

## Literatura Al-Anon
Książki
- Dwanaście Stopni i Dwanaście Tradycji Al-Anon
- Dzień po dniu w Al-Anon
- Problemy w małżeństwie z alkoholikiem

Broszury
- Wskazówki do pracy nad sobą (do Czwartego Stopnia)
- Uwolnienie od rozpaczy
- Al-Anon jest również dla mężczyzn
- Do matki i ojca alkoholika
- Cel i wskazówki
- To jest Al-Anon
- Kochasz więc alkoholika
- Jak mogę pomóc moim dzieciom?
- Zaczarowane koło zaprzeczeń
- Dwanaście Koncepcji Służby Al-Anon
- Podręcznik Służby Światowej dla grup Al-Anon
- Poradnik dla rodziny alkoholika
- Praca grup Al-Anon i Alateen
- Przegląd kierunków działania Al-Anon i Alateen
- Historia Lois
- Dorosłe dzieci alkoholików
- Koncepcje – największy sekret Al-Anon

LITERATURA Alateen
Książki
- Alateen – nadzieja dla dzieci alkoholików
- Alateen – dzień po dniu

Broszury i ulotki
- Niezapomniana przygoda, przewodnik dla sponsorów Alateen
- Co to znaczy pijany mamusiu?
- Dwanaście Stopni i Dwanaście Tradycji Alateen
- Kochani mamo i tato
- Czwarty stopień Alateen
- Podstawy programu Alateen
- Sposób postępowania dla Alateen
- Reksio (literatura pomocnicza)